# 대전 충남대학교 구 문리과대학
대전 충남대학교 구 문리과대학은 대전광역시 중구 대사동에 있는 충남대학교의 가장 오래된 건물이다. 2018년 9월 13일 문화재 지정 예고를 거쳐, 2018년 11월 6일 대한민국의 국가등록문화재 제736호로 등록되었다.

## 갤러리

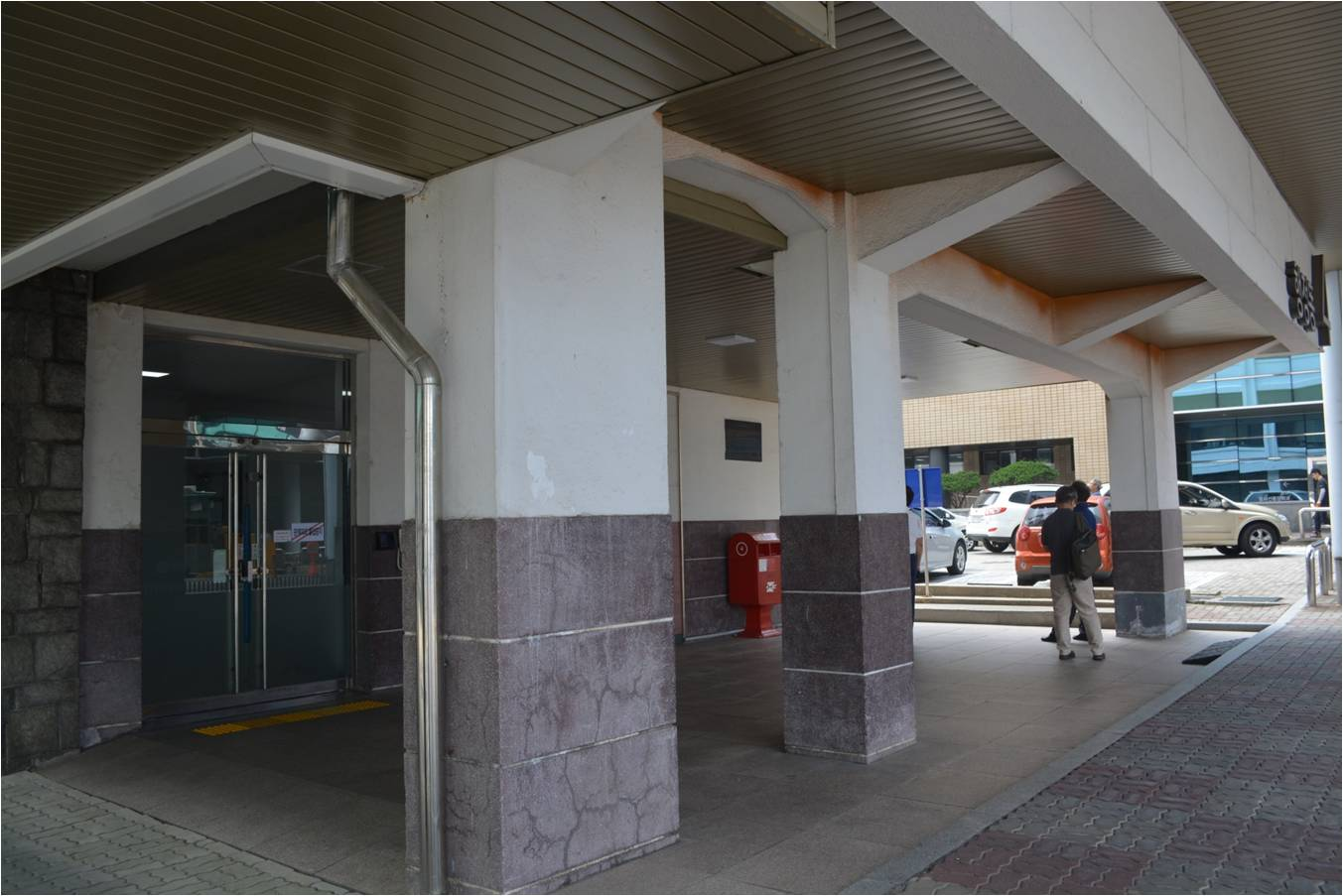

## 개요
'대전 충남대학교 구 문리과대학'은 충남대 내 현존하는 가장 오래된 건물로서 건축가 이천승이 설계해 지난 1958년 건립됐다.
전체적인 외관은 당시 유행했던 모더니즘 건축양식으로 디자인됐고 건물의 출입구가 중앙이 아닌 우측면의 필로티를 통해 진입되는 등 독특한 평면 형태를 보인다.
이 건물은 문리과대학의 강의실과 연구실로 사용됐으며, 1995년 5월 10일, 충남대학교 사적 건물 1호로 지정됐다.
1950년대 개교 당시 건물로는 유일하게 남아 있는 이 건물은 문리과대학이 현재의 대덕캠퍼스로 이전한 뒤 경영대학원으로 사용됐으며, 현재는 충남대학교병원 행정동(대전광역시 중구 문화로 33)으로 쓰이고 있다.
특히, 문리과대학 건물은 건립 이후 20여 년 간 건물 앞 정원인 '태극정원'과 함께 충남대의 상징적인 장소로 대학 구성원의 사랑을 받았다.

## 등록 사유
대전 충남대학교 구 문리과대학은 현존하는 충남대학교 중 가장 오래된 건물로서 건축가 이천승이 설계하여 1958년 건립되었으며, 전체적인 외관은 당시 유행하였던 모더니즘 건축양식으로 디자인 되었고 건물의 출입구가 중앙이 아닌 우측면의 필로티를 통해 진입되는 등 독특한 평면 형태를 보이고 있다.

## 참고 문헌
- 대전 충남대학교 구 문리과대학 - 국가유산청 국가유산포털